# Fourqueux
Fourqueux est une ancienne commune française située dans le département des Yvelines en région Île-de-France.
Le 1er janvier 2019, elle fusionne en une commune nouvelle avec Saint-Germain-en-Laye.
Ses habitants sont appelés les Foulqueusiens ou, plus communément, les Fourqueusiens plus tard.

## Géographie

### Localisation
La commune de Fourqueux est située à une vingtaine de kilomètres à l'ouest de Paris. Les communes limitrophes de Fourqueux sont Saint-Germain-en-Laye au nord-est, Mareil-Marly à l'est, L'Étang-la-Ville au sud-est, Saint-Nom-la-Bretèche au sud-ouest, et Chambourcy à l'ouest. Son territoire est limité au sud et à l’ouest par la Forêt de Marly ; 193 hectares de la forêt appartiennent à la commune. La commune abrite le Golf de Fourqueux qui comptabilise 63 hectares de terrain, soit un tiers du territoire communal.

## Urbanisme

### Voies de communication et transports
La commune est desservie par les lignes R2N, R2S, R5 et 15sco du réseau de bus Saint-Germain Boucles de Seine et par les lignes 5295, 5296 et 5297 du réseau de bus Centre et Sud Yvelines.
Le sentier de grande randonnée GR 1 (tour de l’Île-de-France) traverse la partie boisée de la commune à l'extrème sud-ouest, de Saint-Nom-la-Bretèche au sud à Chambourcy à l'ouest.

## Toponymie
Le nom de la localité est attesté sous les formes filicosus, In Filcusas au IXe siècle, Filcusas au IXe siècle, Fulcosa et Fulcosium au XIIe siècle, Forquensa au XIVe siècle, puis Fourqueusa [Quand ?], Fourques  et  Fourqueus [Quand ?], Fourqueux au XVIe siècle.
La forme actuelle Fourqueux représente une altération précoce de l’ancien français folqueus, foulqueus, terme issu du bas latin filicosus. Le latin disait filix, filicis pour fougère (qui est issu d'un dérivé gallo-roman filicaria : filic- avec le suffixe -ARIA). Le « terrain où croissent des fougères » est signalé à l'aide du suffixe -osus (comprendre gallo-roman -OSU).

## Histoire
La découverte de haches de pierre polies, au XIXe siècle, indique que Fourqueux était habité à l'époque néolithique. Le territoire occupé aujourd'hui par la commune de Fourqueux était fréquenté à l'époque mérovingienne, comme en témoigne le baptistère toujours visible dans la cave de la « Villa Collin ».
Au VIIe siècle, la reine Clotilde y finance une chapelle, qui deviendra, au XIIe siècle, l'église Sainte-Croix, ainsi baptisée en raison des restes de la « Vraie Croix » que Saint Louis aurait rachetés en 1238.
En 811, le nom de la localité est mentionné dans le testament de Charlemagne, qui cite également ses vignes.
En 1111, Louis VI exempte Barthélémy de Fourqueux de tous droits de taille, chevauchée, exactions prévôtales pour le four qu'il possède à Paris avec six boulangers et un fournier. La seigneurie de Fourqueux relevait du Roi de France à cause de la châtellenie de Poissy. En 1124, Louis VI confirme à l'église de Saint-Germain-en-Laye une rente d'un muid de blé sur le moulin que les moines de Coulombs ont permis à Barthélémy de Fourqueux de construire au dessus de l'étang de Saint-Germain,.
Il semble qu'au Moyen Âge, ce territoire comprenait essentiellement des taillis et des forêts couvertes de fougères (filcusas), qui lui ont donné son nom. Au XIe siècle, l'abbaye de Joyenval, qui cultive des terres attenantes, décide d'essarter la forêt pour ouvrir des routes vers les localités des environs. Quelques colons s'établissent sur le terrain, qui devient alors Fulcosium, puis Fulcosa au XIIe siècle. Le seigneur Barthélemy de Fulcosa et ses descendants y exerçaient alors la haute, moyenne et basse justice.
L'église date du XIIIe et  XIVe siècles.
Territoire de chasse, Fourqueux devient progressivement une terre agricole.
En 1539, Étienne de Montmirail, qui a hérité de la seigneurie, la vend à Pierre Séguier (1504-1580), président du parlement de Paris. Son petit-fils Pierre Séguier, devenu garde des Sceaux du cardinal de Richelieu, cède le domaine au roi Louis XIII le 22 juin 1633. Le roi en fait don à son médecin, Charles Bouvard. Ses descendants, les Bouvard de Fourqueux garderont le domaine jusqu'à la Révolution française, peu après la mort de Michel Bouvard de Fourqueux. Leurs cercueils sont conservés dans la cave voûtée de l'église de Fourqueux.
Le dernier seigneur de Fourqueux fut le comte de Monteynard, qui vendit le château en 1841. Le bâtiment fut alors détruit, et ses matériaux vendus.
En villégiature dans la région, Victor Hugo découvre Fourqueux, et décide, en 1836, de louer pour sa famille une maison rue de Saint-Nom, propriété de la famille Marret. Sa fille Léopoldine fit sa communion à l'église Sainte-Croix du village. D'autres personnalités de l'époque sont venus rendre visite à Hugo, comme Alexandre Dumas.
Après la Première Guerre mondiale, le peintre Henri Marret s'installe définitivement dans la maison familiale, et aménage son atelier dans le parc. La chanteuse Chantal Goya et son mari Jean-Jacques Debout y habiteront également par la suite.
Dans les années 1980-1990, un boom immobilier, surtout dû à la présence du Lycée International, fait étendre la commune, et crée ce qui est aujourd'hui le quartier des Terres Fleuries. Logiquement, c'est le  principal lieu d'habitation des expatriés.

## Politique et administration

### Rattachements administratifs et électoraux
Antérieurement à la loi du 10 juillet 1964, la commune faisait partie du département de Seine-et-Oise. La réorganisation de la région parisienne en 1964 fit que la commune appartient désormais au département des Yvelines et son arrondissement de Saint-Germain-en-Laye après un transfert administratif effectif au 1er janvier 1968.
Pour l'élection des députés, elle fait partie depuis 1986 de la sixième circonscription des Yvelines.
Elle faisait partie de 1793 à 1967 du canton de Saint-Germain-en-Laye du département de Seine-et-Oise. Lors de la mise en place des Yvelines, elle intègre en 1967 le canton de Saint-Germain-en-Laye-Sud. Dans le cadre du redécoupage cantonal de 2014 en France, la commune réintègre le canton de Saint-Germain-en-Laye, dont la composition a été modifiée.

### Intercommunalité
La commune était membre de la communauté d'agglomération Saint-Germain Seine et Forêts, créée en 2014 sous le statut de communauté de communes et transformée en communauté d'agglomération le 1er janvier 2015.
Dans le cadre de la mise en œuvre de la loi MAPAM du 27 janvier 2014, qui prévoit la généralisation de l'intercommunalité à l'ensemble des communes, et la constitution d'intercommunalités de plus de 200 000 habitants en seconde couronne d'Île-de-France afin qu'elles soient en mesure de dialoguer avec la Métropole du Grand Paris, cette intercommunalité fusionne avec ses voisines pour former le 1er janvier 2016, la communauté d'agglomération Saint Germain Boucles de Seine, dont la commune est désormais membre.

### Création de la commune nouvelle
La municipalité de Saint-Germain-en-Laye annonce fin 2017 le lancement d'une réflexion en vue d'une fusion de Saint-Germain-en-Laye, Fourqueux, Mareil-Marly et l'Étang-la-Ville, qui prendrait la forme d'une commune nouvelle en janvier 2019. Cela permettrait selon Saint-Germain-en-Laye de mieux influer et répondre aux enjeux induits par la métropole du Grand Paris tout en accentuant la représentativité des communes regroupées au sein de la communauté d'agglomération Saint Germain Boucles de Seine.
L'Étang-la-Ville se retire du projet en septembre 2018.
Du fait de l'impossibilité de trouver une majorité pour voter le budget 2018, des élections municipales partielles ont lieu à Mareil-Marly. Dès le 1er tour, le 23 septembre 2018, la liste ADN-Mareil l'emporte (avec 59,16% des voix). Son programme écarte le projet de commune nouvelle au 1er janvier 2019. Fourqueux se retrouve donc la seule petite commune potentiellement fusionnée avec Saint-Germain-en-Laye le 1er janvier 2019.
Une consultation citoyenne auprès des habitants de Fourqueux est organisée par la mairie le 30 septembre 2018. Près de 70% des 614 participants se prononcent contre le projet de commune nouvelle. Le maire maintient néanmoins le projet de fusion et fait voter en conseil municipal le 1er octobre 2018 à main levée la modification du périmètre de l'étude. Il obtient 18 votes pour, 8 votes contre et une abstention.
Un collectif citoyen "Fourqueux-Citoyen" créé en octobre 2018 s'oppose à la fusion avec Saint-Germain-en-Laye dès le 1er janvier 2019. Une pétition en ligne "Non à la disparition de Fourqueux dès le 01/01/2019" est lancée sur change.org le 13 octobre 2018. Elle recueille près de 1800 signatures en moins de 20 jours. La tenue simultanée dans les villes des conseils municipaux chargés de formaliser la demande de création d'une commune nouvelle qui conserverait la dénomination de Saint-Germains-en-Laye a néanmoins lieu le 19 novembre 2018. Le conseil municipal de Fourqueux se tient dans une ambiance houleuse et la fusion est votée par 17 voix "Pour", 9 "Contre" et 1 abstention. Par suite d'une erreur de procédure, ce vote est annulé et le conseil municipal est à nouveau convoqué le 17 décembre 2018. Résultat de ce second vote : 15 voix « Pour », 10 voix « Contre » et deux abstentions.

### Liste des maires
| Période                                  | Période       | Identité            | Étiquette | Qualité |
| ---------------------------------------- | ------------- | ------------------- | --------- | --- |
| Les données manquantes sont à compléter. |               |                     |           | |
| 1870                                     | 1907          | Jean Vincent Cayeux |           | |
| 1907                                     | 1929          | Pierre Champy       |           | |
| 1929                                     | 1944          | Henri Marret        |           | Artiste peintre |
| 1944                                     | 1945          | Gustave Yvert       |           | |
| 1945                                     | 1956          | Jean Gonin          |           | |
| 1956                                     | 1966          | Roger Belzeaux      |           | |
| 1966                                     | mars 1989     | Yves Petel          |           | |
| mars 1989                                | mars 2008     | Jean-Paul Binard    | DVD       | |
| mars 2008                                | décembre 2018 | Daniel Level,       | UMP → LR  | Formateur Conseiller général du canton du Pecq (2004 → 2015) Vice-président de la CA Saint Germain Boucles de Seine (2016 → ) |

### Liste des maires délégués
| Période      | Période                       | Identité     | Étiquette | Qualité                                                          |
| ------------ | ----------------------------- | ------------ | --------- | ---------------------------------------------------------------- |
| janvier 2019 | En cours (au 13 janvier 2019) | Daniel Level | LR        | Vice-président de la CA Saint Germain Boucles de Seine (2016 → ) |

### Distinctions et labels
La ville participe au Concours des villes et villages fleuris et possède une fleur en 2007.

### Politique de développement durable
La commune a engagé une politique de développement durable en lançant une démarche d'Agenda 21 en 2012.

## Population et société

### Démographie
Évolution démographique
L'évolution du nombre d'habitants est connue à travers les recensements de la population effectués dans la commune depuis 1793. Pour les communes de moins de 10 000 habitants, une enquête de recensement portant sur toute la population est réalisée tous les cinq ans, les populations de référence des années intermédiaires étant quant à elles estimées par interpolation ou extrapolation. Pour la commune, le premier recensement exhaustif entrant dans le cadre du nouveau dispositif a été réalisé en 2005.

En 2016, la commune comptait 4 026 habitants, en évolution de −1,44 % par rapport à 2010 (Yvelines : +2,72 %, France hors Mayotte : +2,11 %).
| 1793 | 1800 | 1806 | 1821 | 1831 | 1836 | 1841 | 1846 | 1851 |
| ---- | ---- | ---- | ---- | ---- | ---- | ---- | ---- | ---- |
| 462  | 416  | 431  | 367  | 352  | 329  | 337  | 320  | 349  |

| 1856 | 1861 | 1866 | 1872 | 1876 | 1881 | 1886 | 1891 | 1896 |
| ---- | ---- | ---- | ---- | ---- | ---- | ---- | ---- | ---- |
| 336  | 336  | 360  | 359  | 338  | 350  | 343  | 368  | 365  |

| 1901 | 1906 | 1911 | 1921 | 1926 | 1931 | 1936 | 1946 | 1954 |
| ---- | ---- | ---- | ---- | ---- | ---- | ---- | ---- | ---- |
| 351  | 369  | 350  | 345  | 490  | 653  | 672  | 603  | 782  |

| 1962 | 1968 | 1975  | 1982  | 1990  | 1999  | 2005  | 2006  | 2010  |
| ---- | ---- | ----- | ----- | ----- | ----- | ----- | ----- | ----- |
| 840  | 966  | 2 029 | 2 307 | 4 053 | 4 161 | 4 217 | 4 204 | 4 085 |

| 2015  | 2016  | - | - | - | - | - | - | - |
| ----- | ----- | - | - | - | - | - | - | - |
| 3 996 | 4 026 | - | - | - | - | - | - | - |

Pyramide des âges
La population de la commune était relativement jeune. Le taux de personnes d'un âge supérieur à 60 ans (17,5 %) était en effet inférieur au taux national (21,6 %) tout en étant toutefois inférieur au taux départemental (17,5 %).
À l'instar des répartitions nationale et départementale, la population féminine de la commune était supérieure à la population masculine. Le taux (51,2 %) était du même ordre de grandeur que le taux national (51,6 %).
La répartition de la population de la commune par tranches d'âge était, en 2007, la suivante :
- 48,8 % d’hommes (0 à 14 ans = 24,3 %, 15 à 29 ans = 16 %, 30 à 44 ans = 16,3 %, 45 à 59 ans = 25,4 %, plus de 60 ans = 18 %) ;
- 51,2 % de femmes (0 à 14 ans = 20,6 %, 15 à 29 ans = 15,9 %, 30 à 44 ans = 18,9 %, 45 à 59 ans = 27,6 %, plus de 60 ans = 17,1 %).

| Hommes | Classe d’âge | Femmes |
| ------ | ------------ | ------ |
| 0,0    | 90 ans ou +  | 0,5    |
| 4,0    | 75 à 89 ans  | 3,9    |
| 14,0   | 60 à 74 ans  | 12,7   |
| 25,4   | 45 à 59 ans  | 27,6   |
| 16,3   | 30 à 44 ans  | 18,9   |
| 16,0   | 15 à 29 ans  | 15,9   |
| 24,3   | 0 à 14 ans   | 20,6   |

| Hommes | Classe d’âge | Femmes |
| ------ | ------------ | ------ |
| 0,3    | 90 ans ou +  | 0,9    |
| 4,3    | 75 à 89 ans  | 6,6    |
| 11,2   | 60 à 74 ans  | 11,6   |
| 20,3   | 45 à 59 ans  | 20,7   |
| 22,1   | 30 à 44 ans  | 21,5   |
| 19,9   | 15 à 29 ans  | 18,9   |
| 21,9   | 0 à 14 ans   | 19,8   |

### Sports
L'Association Sportive de Fourqueux, ASF, créée en 2012, regroupe douze sections sportives et compte plus de 1000 adhérents dont la moitié de Fourqueux même. On estime ainsi qu'un habitant de Fourqueux sur neuf est inscrit à une des sections sportives de l'ASF.
Un grand nombre des expatriés sont inscrits dans les associations sportives de la ville. Ils représentent 30 % de l'effectif du club de foot.
Enfin, le stade de football Claude-Bocard est souvent utilisé afin d'héberger les manifestations culturelles du lycée international se déroulant à l'extérieur (à l'exception notable du « Lycée en Fête »).
De plus, un stade héberge également les rencontres sportives liées aux échanges franco-allemands (jumelage Fourqueux-Schwelm).

### Événements culturels et festivités
Une fête du village est organisée tous les ans en début d'année scolaire (septembre) et elle a lieu au stade de la commune (animations, feux d'artifice)

## Économie
La ville de Fourqueux compte[Quand ?] une dizaine de commerces, répartis sur deux sites, la place de la Grille et, au cœur du vieux Fourqueux, la place Victor-Hugo. Fourqueux possède également un petit parc d'activités hébergeant une dizaine de sociétés[réf. nécessaire].
En 2010, le revenu fiscal médian par ménage était de 70 942 €, ce qui plaçait Fourqueux au 8e rang parmi les 31 525 communes de plus de 39 ménages en métropole.

## Culture locale et patrimoine

### Lieux et monuments

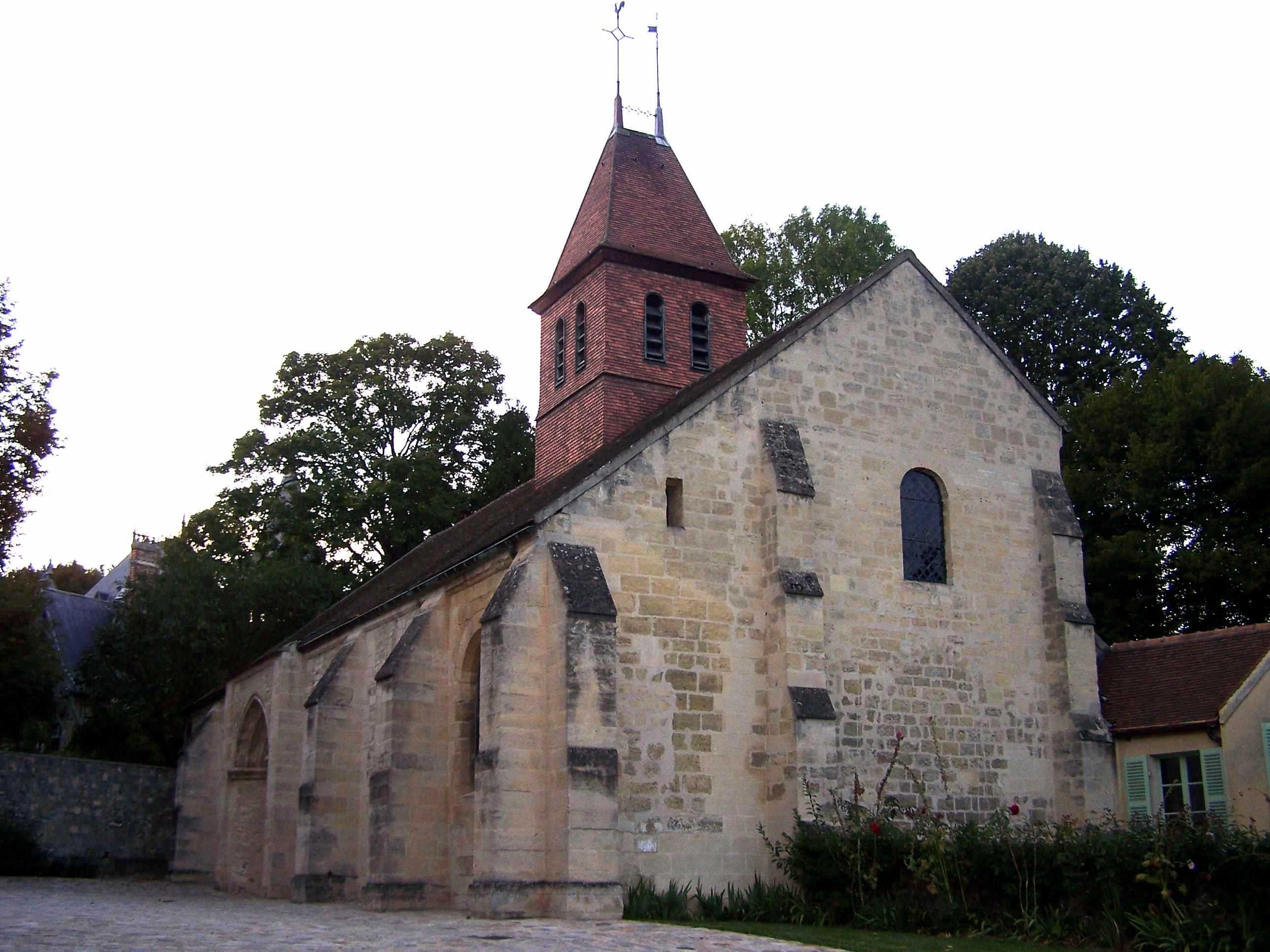
Église Sainte-Croix.

- Villa Collin, qui contient encore de très belles pièces et œuvres d'art ;  fut réalisée en 1892 par Joseph Auguste Émile Vaudremer pour l'horloger Armand Collin ; elle est classée monument historique.
- Maison de notable, 39, rue de Saint-Nom[27] : la demeure qui abrita la famille Hugo fut rachetée par le peintre Henri Marret, dont certaines œuvres sont encore à Fourqueux. Cette demeure est riche de souvenirs, en raison des artistes qui s'y sont succédé. La demeure est labellisée  au titre du patrimoine d'intérêt régional depuis novembre 2018.
- Église Sainte-Croix : la première église en bois datait du VIIe siècle. Elle fut détruite, et une nouvelle fut construite au XIIe siècle, classée depuis monument historique.

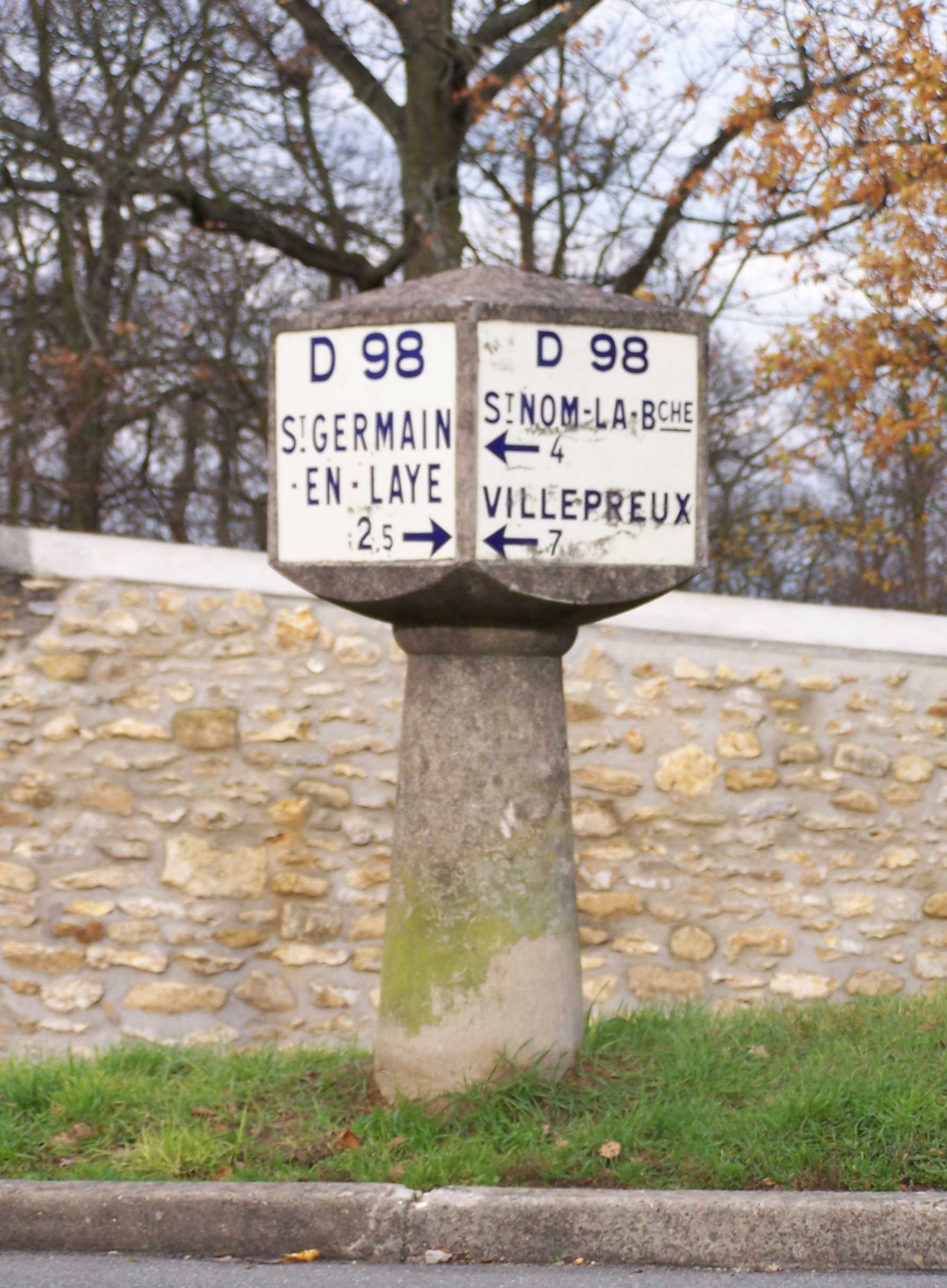
Ancien poteau indicateur, rue de Neauphle.
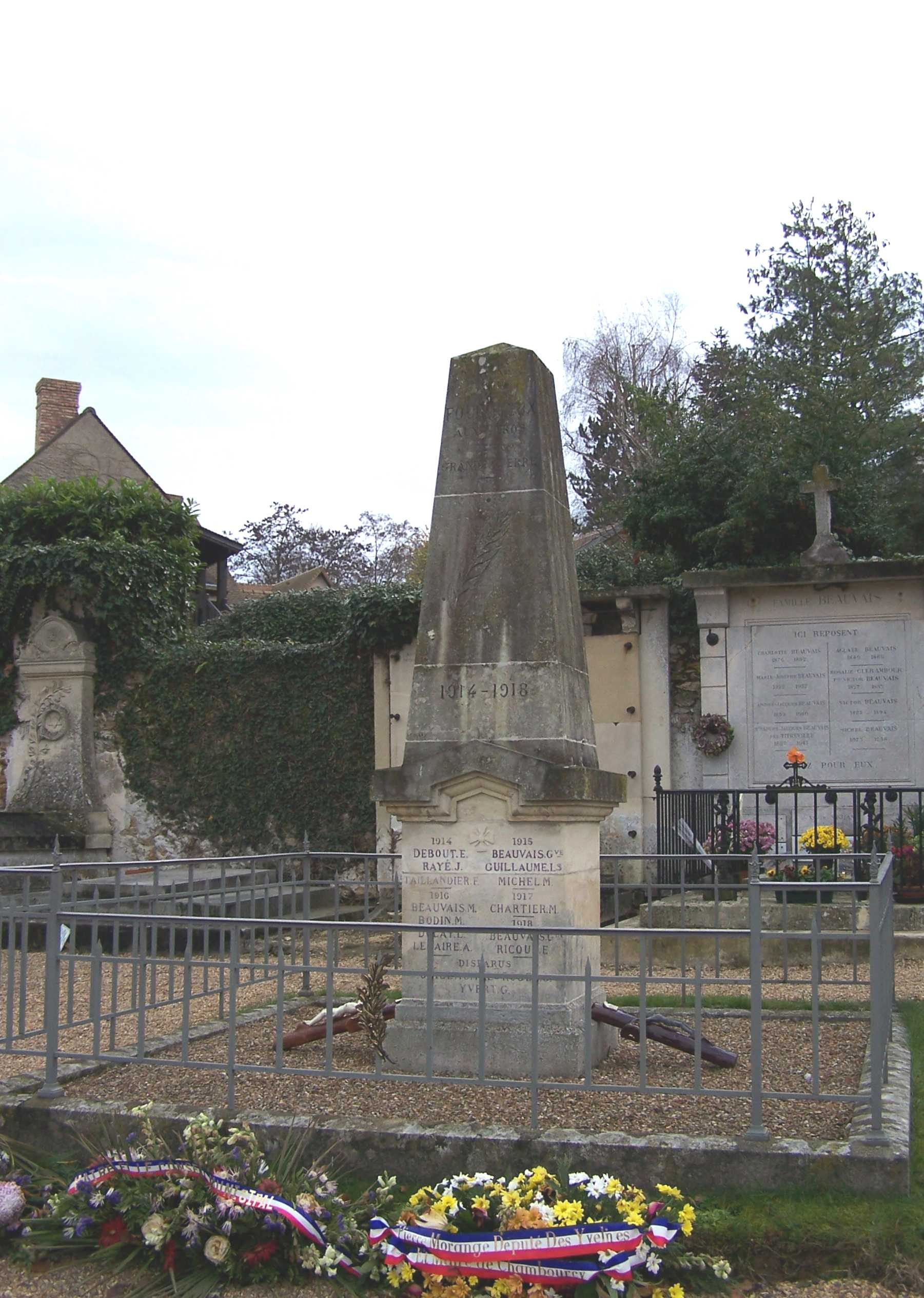
Monument aux morts (au cimetière).

### Personnalités liées à la commune
- Pierre Séguier, (1504-1580)
- Pierre Séguier, (1588-1672), petit-fils du précédent
- Michel I Bouvard de Fourqueux (1686-1754), magistrat et administrateur, seigneur de Fourqueux, mort au château de Fourqueux.
- Michel Bouvard de Fourqueux (1719-1789), fils du précédent, seigneur de Fourqueux, contrôleur général des finances.
- Marie-Louise Auget de Monthyon (1728-1798), femme de lettres, épouse du précédent.
- Victor Hugo
- Henri Marret
- Pierre Delanoë, auteur compositeur[28]
- Jean-Jacques Debout
- Chantal Goya

### Héraldique
| Armes de Fourqueux | Les armes de Fourqueux se blasonnent ainsi : d'azur à trois fasces accompagnées en chef d'un croissant et en pointe de trois étoiles, le tout d'or. |